# أشرف العشماوي
أشرف العشماوي (مواليد 15 يوليو 1966) هو قاضي وروائي مصري. صدر له حتى الآن ما يزيد عن عشر روايات منها: رواية «تويا» التي رُشحت ضمن القائمة الطويلة للجائزة العالمية للرواية العربية «البوكر» عام 2012. حصل على جائزة أفضل رواية بمعرض القاهرة الدولي للكتاب عام 2014 عن روايته «البارمان» وجائزة أفضل رواية تاريخية من ملتقى مملكة البحرين الثقافية عام 2019 عن روايته «كلاب الراعي».

## مسيرته المهنية
ولد أشرف عبد الوهاب العشماوي في حي الدقي بمحافظة الجيزة في مصر بتاريخ 15 يوليو 1966. تخرج من جامعة القاهرة وحصل على شهادة الليسانس في الحقوق. عمل قاضٍ في المحاكم الابتدائية من عام 2007 وحتى 2008، وهو عضو اللجنة القومية لاسترداد الآثار المصرية المهربة خارج البلاد منذ عام 2007. ويعمل حاليا مستشارا بمحكمة استئناف القاهرة.
بدأ العشماوي مسيرته في الكاتبة في عام 1999 حيث كان يكتب مقالات أسبوعية لعدد من الجرائد والمجلات اليومية والمواقع الإلكترونية مثل «المصري اليوم»، «الشرق الأوسط»، و«اليوم السابع». وفي عام 2010، أصدر كتابه الأول «زمن الضباع» عن الدار المصرية اللبنانية، وبعدها بعامين نشر روايته الثانية «توبا» والتي تُرشحت ضمن القائمة الطويلة للجائزة العالمية للرواية العربية «البوكر» في العام نفسه. وبعدها أصدر كتاب «سرقات مشروعة» والتي سلط العشماوي الضوء فيها على الآثار المصرية التي تم تهريبها والمحاولات القائمة لاستردادها منذ عهد محمد علي باشا، والي مصر، في عام 1805م وحتى سرقة المجمع العلمي المصري في عام 2011 م.
وبفضل عمله في السلك القضائي، اكتسب العشماوي خبرات حياتية والتي منحته الفرصة لكتابة واستلهام شخصيات وأحداث رواياته من خبراته ومن الواقع الذي يعيشه. فقد كانت لوظيفته كقاضٍ دورٌ مهمٌ في كتابته لروايته «بيت القبطية» التي صدرت عام 2019 عن الدار المصرية اللبنانية حيث كانت أحداث الرواية تدور حول جريمة جنائية حدثت في إحدى القرى الصغيرة في الصعيد ويحاول محقق قضائي معرفة وكشف تفاصيل الجريمة وهذا بالإضافة إلى الأحداث الغريبة والغامضة التي تحدث في القرية. حصل العشماوي في عام 2014 على جائزة أفضل رواية بمعرض القاهرة الدولي للكتاب من الهيئة العامة للكتاب عن روايته «البارمان». كما حصلت روايته «كلاب الراعي» على جائزة أفضل رواية تاريخية من ملتقى مملكة البحرين الثقافية في عام 2019.

## مؤلفاته
- زمن الضباع، مكتبة الدار العربية للكتاب، 2010
- تويا، الدار المصرية اللبنانية، 2012
- سرقات مشروعة، الدار المصرية اللبنانية، 2012
- المرشد، الدار المصرية اللبنانية، 2013
- البارمان، الدار المصرية اللبنانية، 2014
- كلاب الراعي، الدار المصرية اللبنانية، 2015
- تذكرة وحيدة للقاهرة الدار المصرية اللبنانية 2016
- سيدة الزمالك، الدار المصرية اللبنانية، 2018
- بيت القبطية، الدار المصرية اللبنانية، 2019
- صالة أورفانيلي، الدار المصرية اللبنانية، 2021
- الجمعية السرية للمواطنين، الدار المصرية اللبنانية، 2022
- السرعة القصوي صفر، الدار المصرية اللبنانية، 2023
- مواليد حديقة الحيوان، الدار المصرية اللبنانية ، 2024[6]

## جوائزه
- وصلت روايته «تويا» إلى القائمة الطويلة للجائزة العالمية للرواية العربية «بوكر» عام 2012.
- فازت روايته «البارمان» بجائزة أفضل رواية بمعرض القاهرة الدولي للكتاب من الهيئة العامة للكتاب 2014.
- حصلت روايته «كلاب الراعي» على جائزة أفضل رواية تاريخية من ملتقى مملكة البحرين الثقافية عام 2019.
- وصلت رواية «بيت القبطية» للقائمة القصيرة جائزة ساويرس للثقافة عام 2020.
- جائزة الرواية ضمن جوائز معرض القاهرة الدولي للكتاب لعام 2021 عن رواية صالة اورفانيللي.
- حصول رواية «الجمعية السرية للمواطنين» علي جائزة كتارا في قطر لعام 2023.[7]

## وصلات خارجية
- صفحة أشرف العشماوي على موقع أبجد